# Juan María Vianney
Juan María Vianney (Dardilly, 8 de mayo de 1786-Ars-sur-Formans, 4 de agosto de 1859), conocido como el Santo Cura de Ars, fue un presbítero francés proclamado patrono de los sacerdotes católicos, especialmente de los que tienen cura de almas (párrocos).
Juan María Vianney cuando a la edad de 20 años recibió el sacramento de la  Confirmación eligió a San Juan Bautista, como su santo patrono. A partir de entonces firmó como Juan María Bautista, o Juan Bautista María, y durante toda su vida el Bautista fue uno de sus santos favoritos.
Su humildad, su predicación, su discernimiento y saber espontáneos, y su capacidad para generar el arrepentimiento de los penitentes por los males cometidos fueron proverbiales. Administrador del sacramento de la penitencia durante cuatro décadas a razón de más de diez horas diarias, llegó a hacerlo entre dieciséis y dieciocho horas por día durante trece años, desde 1830 hasta que enfermó en 1843. Se lo considera uno de los grandes confesores de todos los tiempos. De él escribió Juan Pablo II:

Me impresionaba profundamente, en particular su heroico servicio de confesionario. Este humilde sacerdote que confesaba más de diez horas al día comiendo poco y dedicando al descanso apenas unas horas, había logrado, en un difícil periodo histórico, provocar una especie de revolución espiritual en Francia y fuera de ella. Millares de personas pasaban por Ars y se arrodillaban en su confesonario.

## Biografía

### Sus primeros años
Nació en Dardilly, al noroeste de Lyon, Francia. Hijo de Matthieu Vianney y Marie Beluze, fue el tercero de seis hermanos, de una familia campesina.
Después de una breve estadía en la escuela comunal, en 1806, el cura de Ecully, M. Balley, abrió una escuela para aspirantes a eclesiásticos, y Juan María fue enviado a ella. Aunque era de inteligencia mediana y sus maestros nunca parecieron haber dudado de su vocación, sus conocimientos eran extremadamente limitados, acotados a un poco de aritmética, historia, y geografía. Encontró el aprendizaje excesivamente difícil, especialmente el estudio del latín. Uno de sus compañeros, Matthias Loras, más tarde primer obispo de Dubuque, le ayudaba con sus lecciones de latín. Como otros muchos seminaristas, hizo una peregrinación al santuario de San Juan Francisco Régis en Lalouvesc (1806). Ese mismo año fue dispensado del servicio militar en su calidad de aspirante al sacerdocio.
Sin embargo, fue llamado a filas en 1809, y el 26 de octubre, el joven recluta ingresó al cuartel de Lyon para ser enviado al ejército napoleónico que invadía España, vía Roanne.
El 6 de enero de 1810, Juan María desertó, y con la identidad de Jerónimo Vincent, se ocultó en los bosques del Forez, en los alrededores de Noes. Liberado del servicio militar y de su situación irregular por el enrolamiento anticipado de su hermano menor, el desertor regresó en octubre de 1810 a casa del párroco Balley. Recibió la tonsura el 28 de mayo siguiente.

### Seminario y ordenación sacerdotal
Ingresó finalmente al Seminario Menor de Verriéres a los 26 años, para cursar filosofía en francés pues su «debilidad -en los estudios- es extrema». Allí fue compañero de curso de otro santo, Marcelino Champagnat, fundador de los Hermanos Maristas.
El 13 de agosto de 1815 fue ordenado sacerdote por monseñor Simon, obispo de Grenoble. Fue enviado a Ecully como ayudante de monseñor Don Balley, quien había sido el primero en reconocer y animar la vocación de Vianney. Don Balley ya había intercedido por él ante los examinadores cuando Juan María fue expulsado del Seminario Mayor por no ser considerado idóneo para los estudios de preparación al ministerio sacerdotal. Don Balley asumió toda la responsabilidad por él, y fue su modelo tanto como su preceptor y protector.

### La parroquia de Ars
En febrero de 1818, tras la muerte de Don Balley, Vianney fue enviado como clérigo a Ars, una aldea no muy lejana a Lyon. Ars no tuvo la categoría de parroquia hasta 1821; hasta entonces Vianney fue solo vicario de Ars, sometido a la autoridad del párroco de la vecina aldea de Misérieux. Ars era entonces «el último pueblo de la diócesis», con alrededor de 250 habitantes, mayormente de condición humilde. La casa del cura tenía cinco habitaciones amuebladas por Mademoiselle d'Ars, pero de todo ese moblaje, Vianney solo se quedó con una cama, dos mesas viejas, un aparador, unas pocas sillas y una sartén. El resto lo devolvió a Mademoiselle d'Ars.

Pues el nuevo párroco estaba convencido de que había solo dos maneras de convertir a la aldea: por medio de la exhortación, y haciendo él penitencia por los feligreses. Comenzó por esto último. Regaló un colchón a un mendigo; dormía sobre el piso en una habitación húmeda de la planta baja o en el desván, o sobre una tabla en su cama con un leño por almohada; se disciplinaba con una cadena de hierro; no comía prácticamente nada, dos o tres papas mohosas a mediodía, y algunas veces pasaba dos o tres días sin comer en absoluto; se levantaba poco después de medianoche y se dirigía a la iglesia, donde permanecía de rodillas y sin ningún apoyo hasta que llegaba la hora de celebrar misa. Para una época moderna y voraz, ansiosa de evitar las molestias a cualquier precio, las mortificaciones del presbítero Vianney parecerán carentes de sentido, crueles, necias, e incluso quizá perversamente masoquistas. Pero en La filosofía perenne, Aldous Huxley muestra que solo a los austeros se les concede un conocimiento místico de Dios. Expresa que no sabemos por qué es así; solo sabemos que es así.

[...] Años más tarde, cuando hubo convertido a su parroquia y Ars ya no era Ars, dijo a un sacerdote a quien afligía la tibieza de sus propios feligreses: «¿Ha predicado usted? ¿Ha rezado usted? ¿Ha ayunado usted? ¿Se ha disciplinado? ¿Ha dormido usted sobre una tabla? Mientras no haya hecho todo esto, no tiene usted derecho a quejarse».
Bruce Marshall

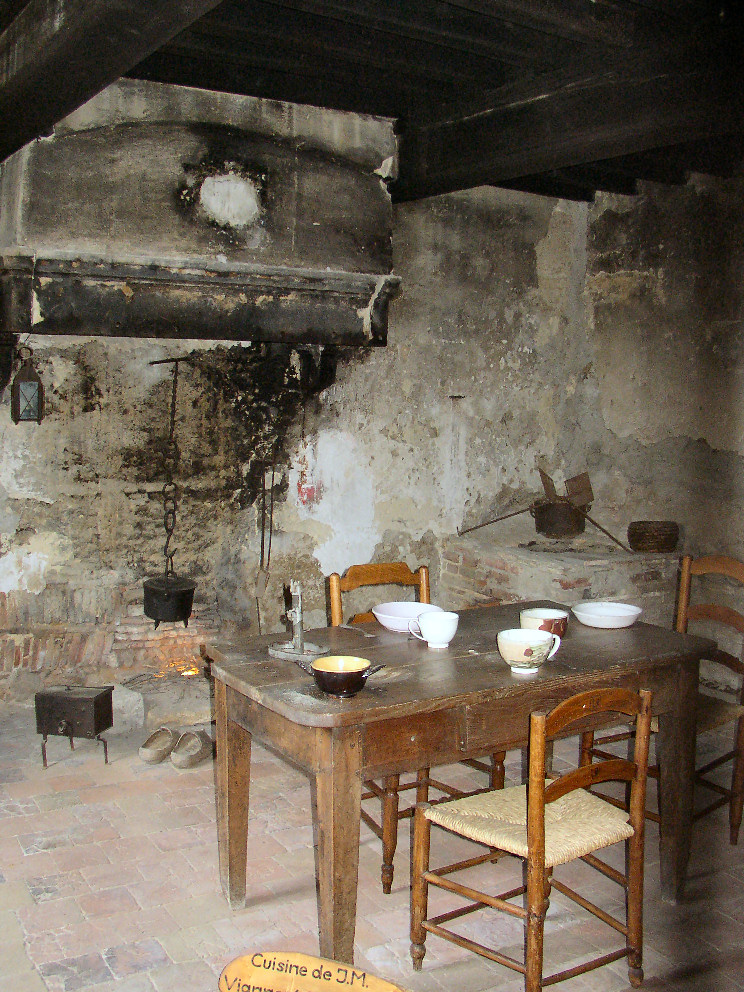
Cocina de Juan María Vianney.

Fue en el ejercicio de las funciones sacerdotales en esta remota aldea francesa en las que se hizo conocido en toda Francia y el mundo cristiano. Algunos años después de llegar a Ars, fundó una especie de orfanato para jóvenes desamparadas. Se le llamó "La Providencia" y fue el modelo de instituciones similares establecidas más tarde por toda Francia. El propio Vianney instruía a las niñas de "La Providencia" en el catecismo, y estas enseñanzas llegaron a ser tan populares, que se daban todos los días en la iglesia ante grandes multitudes. 

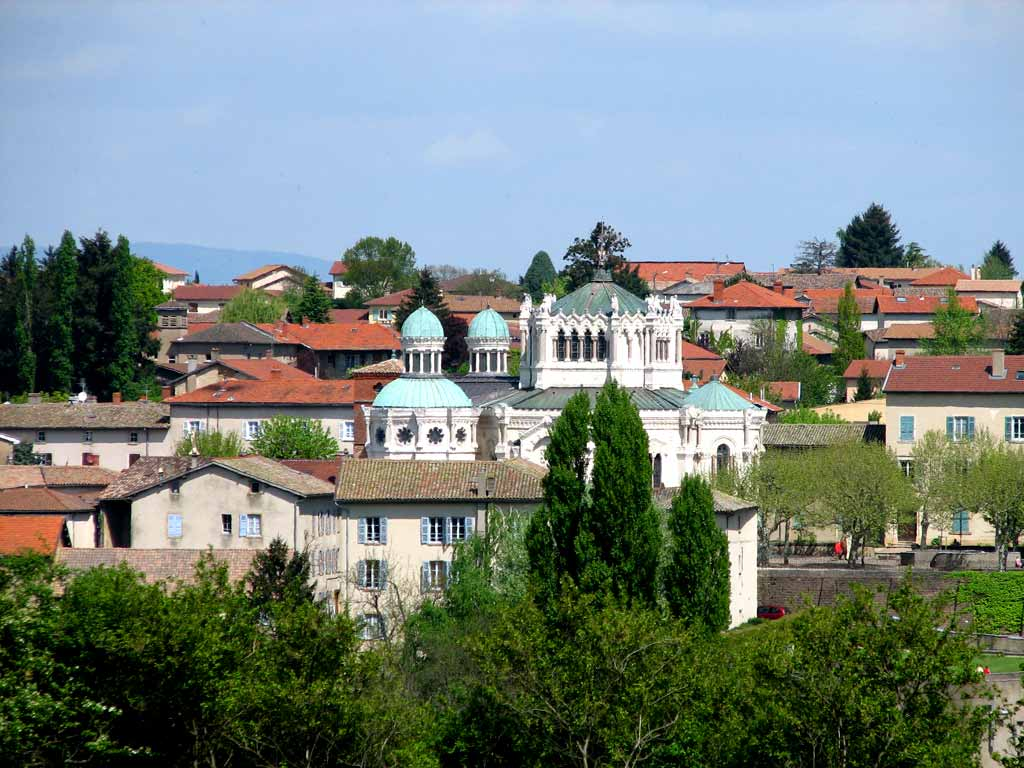
Vista de la localidad de Ars, con la Basílica en la que se venera el cuerpo de san Juan María.

Aunque tuvo éxito, "La Providencia" tuvo que ser cedida en 1847 porque Juan María pensaba que no estaba justificado mantenerla frente a la oposición de mucha buena gente. Así, aunque se aseguró el futuro de esa institución tan querida por él, vivió la cesión con dolor. El apostolado de Vianney en Ars le ocasionó no pocos sufrimientos. Al principio hubo de soportar las calumnias de algunos parroquianos, y luego las difamaciones de los sacerdotes de las poblaciones cercanas.
Pero la principal labor del Cura de Ars fue la dirección de almas. No llevaba mucho tiempo en Ars cuando la gente empezó a acudir a él de otras parroquias, luego de lugares distantes, más tarde de todas partes de Francia, y finalmente de otros países.
Ya en 1835, su obispo le prohibió asistir a los retiros anuales del clero diocesano porque «las almas le esperaban allí». Desde 1830 hasta que enfermó en 1843, pasó de dieciséis a dieciocho horas diarias en el confesonario, sin ayuda siquiera de un teniente cura, que recién le fue asignado en 1843, luego de haber enfermado gravemente y de apenas salvarse de la muerte. Incluso después de su enfermedad, continuó con su régimen de vida sumamente austero y sus confesiones. Su consejo era buscado por obispos, presbíteros, jóvenes y mujeres con dudas sobre su vocación, aristócratas y plebeyos, damas de sociedad, intelectuales y labriegos, personas con toda clase de dificultades y enfermos. En 1855, el número de peregrinos había alcanzado los veinte mil al año. Las personas más distinguidas visitaban el pueblo con la finalidad de ver al cura de Ars y oír su enseñanza cotidiana.

La iglesia estaba repleta durante todo el día, a partir de las primeras horas de la mañana. La gente formaba cola para recibir los sacramentos [...] La gente se arrodillaba en las capillas laterales, detrás del altar mayor, en el santuario, o permanecía de pie en la escalinata de la iglesia. Los penitentes debían pagar suplentes para que les guardaran el lugar mientras iban a almorzar. Los obispos aguardaban su turno como todo el mundo. Solo a los enfermos y a los impedidos se les concedía el privilegio de no formar cola, y el padre Vianney parecía intuir su presencia, pues abría la puerta del confesonario y los hacía salir de entre el gentío. Fue necesario abrir nuevos hoteles para dar alojamiento nocturno a los peregrinos, aunque en verano muchos de ellos dormían a campo abierto.

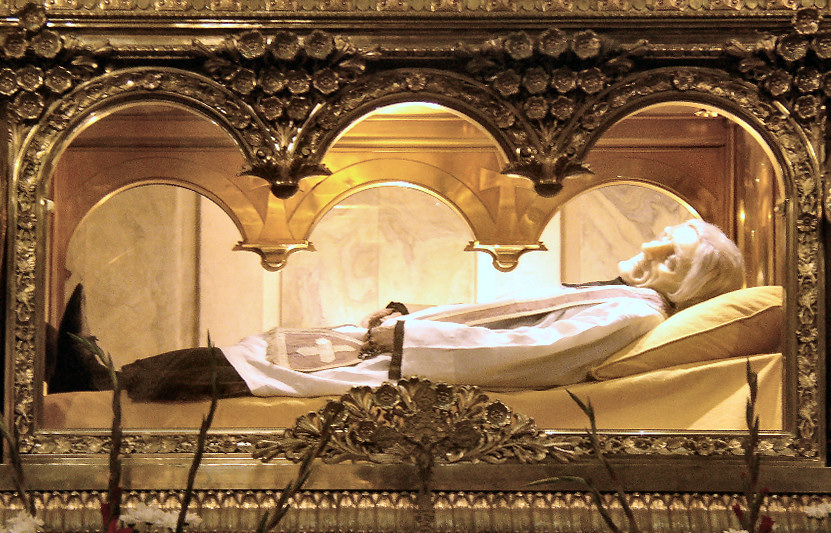
Cuerpo incorrupto de san Juan María Vianney en la basílica de Ars.

El cura dedicaba la mayor parte del día a los peregrinos. Comenzaba a escuchar confesiones a la una de la mañana y a veces a medianoche. Seguía confesando hasta las seis o siete, hora en que celebraba misa. En cuanto acababa su acción de gracias entraba (hasta 1834 sin romper el ayuno) en el confesonario nuevamente y permanecía allí hasta las diez y media, hora en que recitaba prima, tercia, sexta y nona, de rodillas frente al altar mayor. A las once prestaba instrucción catequística, después de lo cual escuchaba más confesiones. A mediodía almorzaba de pie, un tazón de sopa o de leche y unos gramos de pan seco. Después de visitar a los enfermos, regresaba a la iglesia, recitaba vísperas y completas y confesaba hasta las siete u ocho de la noche, hora en que rezaba el rosario desde el púlpito. Cinco horas más tarde estaba de vuelta en la iglesia para comenzar otra jornada de trabajo. Y esto continuó así, día tras día, durante más de treinta años.
Bruce Marshall

Murió el 4 de agosto de 1859. Sus restos mortales se conservan incorruptos en el santuario de Ars, el pequeño lugar al que dedicó su vida como presbítero y donde falleció.

## Notas de la espiritualidad de Vianney

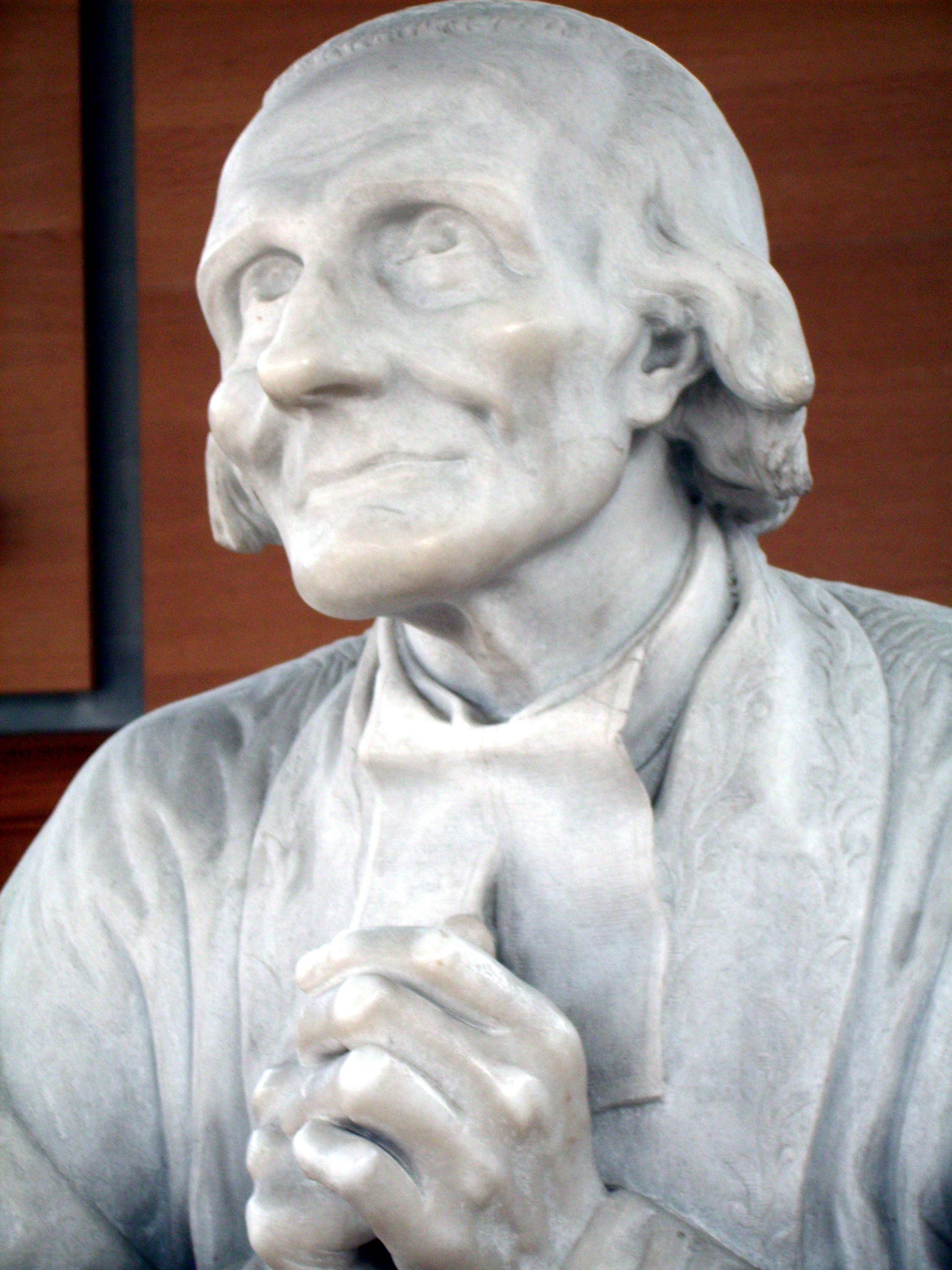
Escultura que representa a Juan María Vianney, el cura de Ars, realizada por Emilien Cabuchet en 1867. Joseph Toccanier, auxiliar de Vianney, pidió a Cabuchet que hiciera un retrato de su maestro. En 1858, el artista realizó un pequeño busto en cera. Después de la muerte de Vianney, Cabuchet esculpió esta, su obra más famosa, en la que representa a Vianney orando de rodillas.

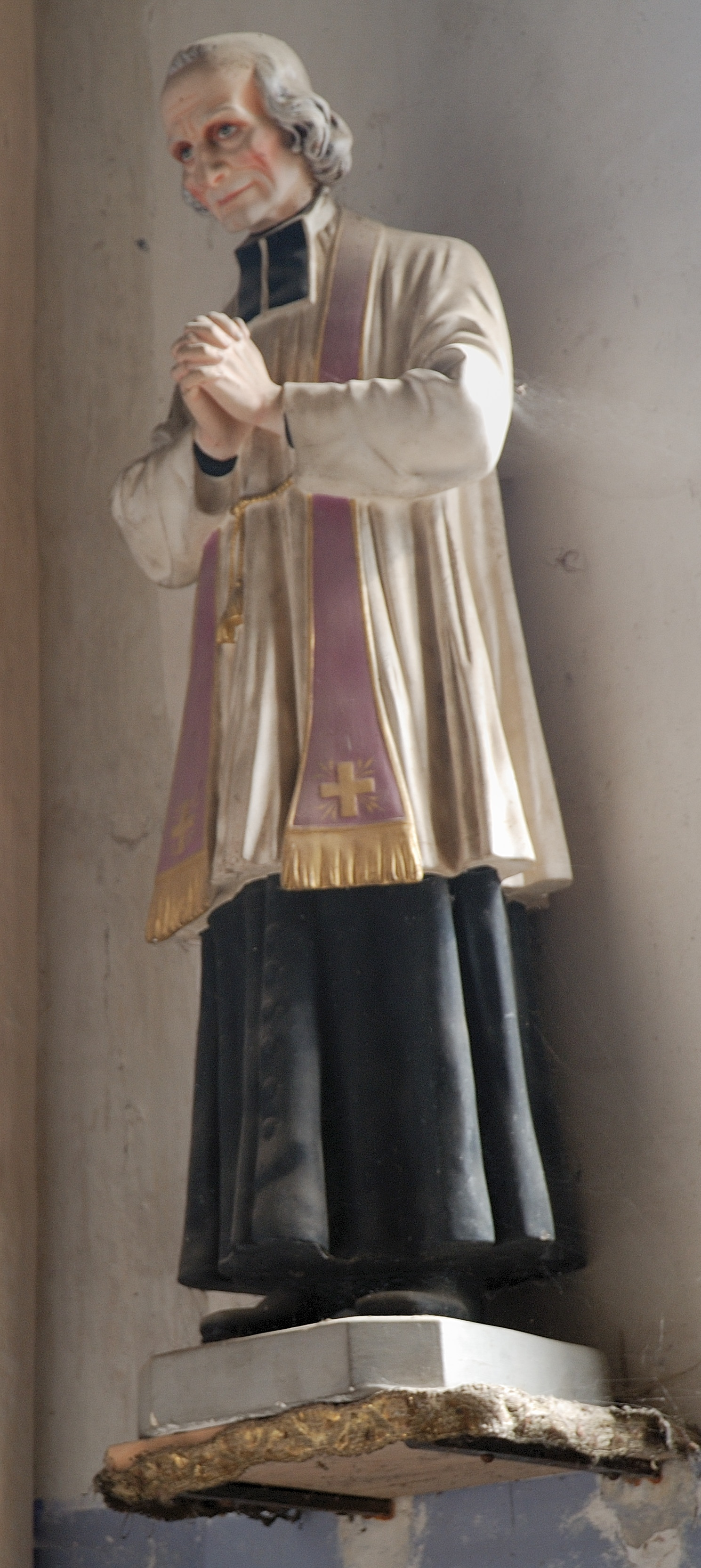
Estatua que representa a Juan María Vianney, en la iglesia de Sermentizon, en Puy-de-Dôme, Francia.

## Reconocimiento de la Iglesia católica y legado

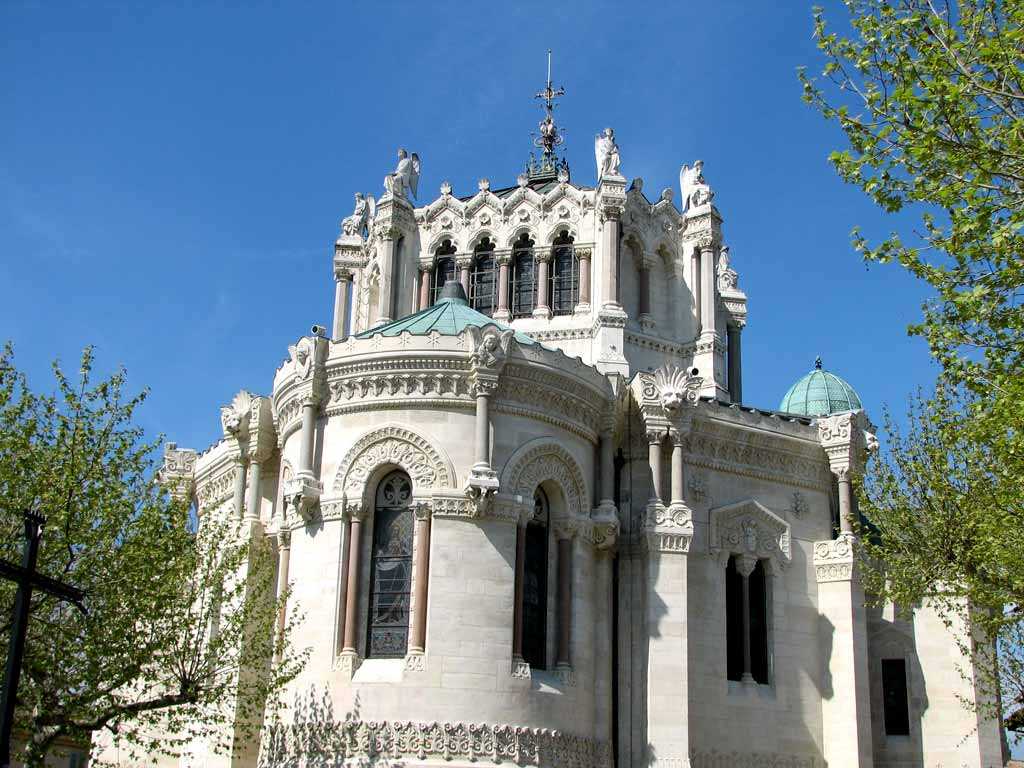
La basílica de Ars, situada en Ars-sur-Formans, alberga las reliquias del santo.